# Mesterházy Ernő (üzletember)
Mesterházy Ernő (1963) üzletember, filmproducer, kulturális menedzser, 2004-2010 között Demszky Gábor politikai főtanácsadója. Felesége és producer-társa Mécs Mónika, Mécs Imre politikus lánya. Három gyermekük van.

## Életrajza
Mesterházy Ernő a Győr melletti Enesén nőtt fel értelmiségi szülők gyermekeként. Érettségi után a budapesti Marx Károly Közgazdaságtudományi Egyetemen folytatta tanulmányait. Itt találkozott először az akkori underground zenével, kultúrával. A 80-as évek végének meghatározó kulturális menedzsere. A 90-es évek közepétől vállalkozóként is ismert volt, majd a politika felé fordult. 1997-ben feleségül vette Mécs Mónikát, Mécs Imre politikus lányát és ezzel tagja lett a Mécs-Magyar-Demszky családnak. (Demszky Gábor második felesége, Hodosán Róza lett Magyar Bálint felesége, akinek sógora Mécs Imre.) Politikai tanácsadói karrierjére a BKV-ügy tett pontot 2010-ben, amikor rövid időre előzetes letartóztatásba is helyezték. 
2010-től filmproducerként tevékenykedik. A Mensa HungarIQa és az Európai Filmakadémia tagja.

## Kulturális és sport-menedzseri tevékenység
Az 1980-as évek budapesti undergroundjában találta meg a kezdeti üzleti lehetőségeit. Előbb a Ráday utcai Közgáz klub szervezője, ahol teret ad számos tűrt vagy éppen tiltott zenekarnak is. A 90-es években az Almássy téren szervezett klubot Bognár Attilával, az A38 rendezvényhajó mai üzemeltetőjével együtt.
Első jelentős kulturális vállalkozása a Bahia Kiadó 140 lemezt jelentett meg, továbbá Müller Péter Sziámi, Víg Mihály, Wahorn András képzőművészeti albumait és versesköteteit. Menedzserként működött közre az Európa Kiadó együttesnél, de dolgozott a Trabant, majd a Balaton zenekarral is.
2001-ben és 2002-ben az Erőss Zsolt nevével fémjelzett Mount Everest-expedíciók szervezője, az expedíciók anyagi bázisát biztosító Everest kht. ügyvezetője.

## Vállalkozói tevékenység
Első üzleti sikerét a Bahia bolthálózat hozta, melynek fénykorában, a rendszerváltás környékén negyven boltja volt. A távol-keleti (főként indiai) eredetű ruhákat és egyedi kézműipari termékeket forgalmazó kereskedelmi hálózat ma is működik, és továbbra is Mesterházy tulajdonában van. 
Másik ismert vállalkozása a Future Clean takarítócég volt, amelyet 1989-ben alapított. Mesterházy fokozatosan csökkentette befolyását a cégben, majd 2004-ben közvetett tulajdonrészt is értékesítette.
Mesterházy 2007-2008-ban tagja volt a TV2 igazgatótanácsának is. Politikai szerepvállalása idején ez volt az egyetlen üzleti pozíciója. 2011-től egyik tulajdonosa lett az első Michelin-csillagos magyar étteremnek, a Costesnek.

## Közéleti-politikai tevékenység
Mesterházy 2004-ben lett Demszky Gábor egyik tanácsadója, 2006-2010 között pedig fő bizalmasának számított. Egy Indexnek adott interjújából kiderült Demszky főtanácsadójaként „minden fontos ügy hozzá tartozik, a kiemelt fejlesztésektől a koalíciós egyeztetéseken át a metróig”.
A városházán hivatalos megbízása volt arra, hogy koordinátorként tartsa a kapcsolatot a Gyurcsány-kormánnyal. Hasonló koordinátori szerepre kérte fel Szilvásy György, kancelláriaminiszter is, aki az egyetemi KISZ-bizottság titkáraként felügyelte a Ráday Klubot, amelyet Mesterházy és barátja szervezett. 
A Magyar Rádió (MR) megszerezte azt a megbízási szerződést, amelyet Demszky Gábor kötött Mesterházy Ernővel, ebből az derül ki hogy Mesterházynak széles felhatalmazása volt, hozzá tartozott a kormánnyal való kapcsolattartás, valamint az, hogy eljárjon a BKV-s ügyekben a kormányzati szinten.
Városházi tanácsadói tevékenysége mellett a Szabad Demokraták Szövetsége (SZDSZ) tanácsadójaként fontos szerepe volt az MDF és az SZDSZ közötti 2010-es választási megállapodás előkészítésében. Ezen szerepében szembekerült a párt megállapodást ellenző parlamenti frakciójával, valamint a két legnagyobb parlamenti párt, az MSZP és a Fidesz ellenérdekelt köreivel. A készülő szövetség nem valósult meg, mivel Mesterházyt 2010. február 5-én a Budai Központi Kerületi Bíróság előzetes letartóztatásba helyezte.
Az ún. BKV-ügyben közel 163 millió forintos vagyoni hátrányt okozó, bűnszervezetben elkövetett hűtlen kezelésre való felbujtással gyanúsították. 2010. június 25-én a Fővárosi Bíróság megszüntette Mesterházy előzetes letartóztatását, így attól kezdve szabadlábon védekezhetett. Az eredeti 14 gyanúsításból a nyomozás végén két ügyben emeltek vádat ellene. A per 2012 júniusában kezdődött a Kecskeméti Törvényszéken, ahol végül 2016 januárjában a Hadnagy Ibolya vezette tanács felmentette az ellene emelt vádak alól.

## Filmproduceri tevékenység
Mesterházy a 90-es évek eleje óta foglalkozik filmekkel. 1993-2002 között Délkelet-Ázsiában Indiék címmel készít producerként dokumentumfilm-sorozatot többek között Rohonyi Gábor, Antal Nimród és Szaladják István filmrendezőkkel, valamint Szatmári István és Vajda Péter operatőrökkel.
2007-től feleségével Mécs Mónikával együtt nagyjátékfilmek készítésében vesz részt. Első jelentős sikere a 2007-es filmszemle egyik meglepetése a közönségszavazáson nyertes Konyec – Az utolsó csekk a pohárban című film volt. Ezek után még több magyarországi és nemzetközi elismerés következett. 
Legjelentősebb nemzetközi díját Fliegauf Benedek Csak a szél c. filmjével hozta el: a film 2012 februárjában a Berlini Nemzetközi Filmfesztiválon elnyerte a Zsűri Nagydíját (Ezüst Medve).
A 2017-es berlini fesztiválon az Enyedi Ildikó rendezte Testről és lélekről című filmjükkel megnyerték a fődijat, az Arany Medvét (producertársai Mécs Mónika és Muhi András)., majd ugyanezzel a filmmel a Sydney Filmfesztivál fődíját is. A filmet 2018 januárjában Oscar-díjra jelölték (a legjobb idegen nyelvű film kategóriában).
Több filmjében volt producertársa Kálomista Gábor illetve Muhi András. 2013-ban produceri tevékenységért az Európai Filmakadémia tagjává választották. Az Internet Movie Database nemzetközi filmszakmai információs adatbázisban szereplő filmek közül az alábbiak producere vagy társproducere volt:
- 2006 Szaladják István: Madárszabadító, felhő, szél (producer)
- 2007 Rohonyi Gábor: Konyec – Az utolsó csekk a pohárban (producer)
- 2008 Till Attila: Pánik (producer)
- 2008 Fliegauf Benedek: Csillogás (főproducer)
- 2008 Goda Krisztina: Kaméleon Kaméleon (producer)
- 2009 Can Togay: Vonat (társproducer)
- 2010 Kardos Sándor: A sírásó (társproducer)
- 2010 Hajdu Szabolcs: Bibliothèque Pascal (társproducer)
- 2010 Fliegauf Benedek: Womb - Méh (főproducer)
- 2012 Fliegauf Benedek: Csak a szél (producer)
- 2012 Szajki Péter: Nejem, nőm, csajom (producer)
- 2015 Fliegauf Benedek: Liliom ösvény (producer)
- 2016 Rohonyi Gábor, M. Kiss Csaba: Brazilok (producer)
- 2017 Enyedi Ildikó: Testről és lélekről (producer)
- 2017 Tóth Barnabás: Van egy határ (producer)
- 2017 Tóth Barnabás: Akik maradtak (producer)
- 2020 Lőrincz Nándor, Nagy Bálint: Legjobb tudomásom szerint (producer)
- 2021 Enyedi Ildikó: A feleségem története (producer)
- 2021 Muhi András Pires: Egy mindenkiért (producer)
- 2021 Fliegauf Benedek: Rengeteg - Mindenhol látlak (producer)